# Agrotis minima
Agrotis minima är en fjärilsart som beskrevs av Turati 1924. Agrotis minima ingår i släktet Agrotis och familjen nattflyn. Inga underarter finns listade i Catalogue of Life.